# Tischeria martinkrugeri
Tischeria martinkrugeri là một loài bướm đêm thuộc họ Tischeriidae. Nó được tìm thấy ở Nam Phi.